# Tullbergia vancouverica
Tullbergia vancouverica är en urinsektsart som först beskrevs av Josef Rusek 1976.  Tullbergia vancouverica ingår i släktet Tullbergia och familjen Tullbergiidae. Inga underarter finns listade i Catalogue of Life.